# Pierre Aupert
 (mai 2024).
La mise en forme du texte ne suit pas les recommandations de Wikipédia : il faut le « wikifier ».
Les points d'amélioration suivants sont les cas les plus fréquents. Le détail des points à revoir est peut-être précisé sur la page de discussion.
- Les titres sont pré-formatés par le logiciel. Ils ne sont ni en capitales, ni en gras.
- Le texte ne doit pas être écrit en capitales (les noms de famille non plus), ni en gras, ni en italique, ni en « petit »…
- Le gras n'est utilisé que pour surligner le titre de l'article dans l'introduction, une seule fois.
- L'italique est rarement utilisé : mots en langue étrangère, titres d'œuvres, noms de bateaux, etc.
- Les citations ne sont pas en italique mais en corps de texte normal. Elles sont entourées par des guillemets français : « et ».
- Les listes à puces sont à éviter, des paragraphes rédigés étant largement préférés. Les tableaux sont à réserver à la présentation de données structurées (résultats, etc.).
- Les appels de note de bas de page (petits chiffres en exposant, introduits par l'outil «  Source ») sont à placer entre la fin de phrase et le point final[comme ça].
- Les liens internes (vers d'autres articles de Wikipédia) sont à choisir avec parcimonie. Créez des liens vers des articles approfondissant le sujet. Les termes génériques sans rapport avec le sujet sont à éviter, ainsi que les répétitions de liens vers un même terme.
- Les liens externes sont à placer uniquement dans une section « Liens externes », à la fin de l'article. Ces liens sont à choisir avec parcimonie suivant les règles définies. Si un lien sert de source à l'article, son insertion dans le texte est à faire par les notes de bas de page.
- La présentation des références doit suivre les conventions bibliographiques. Il est recommandé d'utiliser les modèles {{Ouvrage}}, {{Chapitre}}, {{Article}}, {{Lien web}} et/ou {{Bibliographie}}. Le mode d'édition visuel peut mettre en forme automatiquement les références.
- Insérer une infobox (cadre d'informations à droite) n'est pas obligatoire pour parachever la mise en page.

Pour une aide détaillée, merci de consulter Aide:Wikification.
Si vous pensez que ces points ont été résolus, vous pouvez retirer ce bandeau et améliorer la mise en forme d'un autre article.
Pierre Aupert est un archéologue et historien français né en 1941 à Lille. Spécialiste d’architecture grecque, romaine et gallo-romaine, épigraphiste, il a travaillé en Algérie, en Grèce, à Chypre et en France.

## Biographie
Né à Lille, puis rejoignant Valenciennes pendant la guerre, il y termine ses études secondaires au lycée Henri-Wallon. Plus intéressé par la mythologie et l’histoire grecque que par l’école proprement dite, c’est là qu’il connaît l’enseignement d’un professeur qu'il admire, Philippe Bruneau, qui s’apprêtait à rejoindre l’École française d'Athènes. Devenu élève de l’ENS-Ulm, agrégé de Lettres classiques, il se forme en épigraphie auprès de Louis Robert, en architecture grecque avec Roland Martin et Pierre de La Coste-Messelière, en céramologie avec Pierre Devambez et en techniques de fouille avec Paul Courbin, tout en suivant le chantier délien de Philippe Bruneau.

## Parcours
Coopérant en Algérie en 1967-8, il y étudie, grâce au soutien du directeur de la Culture, Habib Hamdani, le nymphée de Tipasa, qu’il publie trois ans plus tard. Après une année d’enseignement à l’université de Strasbourg, il devient membre, bibliothécaire, puis secrétaire général de l’Ecole d’Athènes en 1970-1982 et il effectue des fouilles à Delphes, dont il a publié le stade, Argos, Philippes de Macédoine. Il dirige la mission créée par l’École française d’Athènes à Amathonte (Chypre), de 1975 à 2003. 

De retour en France en 1982, il devient directeur de recherches à l’IRAA (Institut de Recherche sur l’Architecture Antique) du CNRS. Tout en achevant sa fouille argienne et en dirigeant la mission d’Amathonte, où il explore la muraille de la ville, il est invité à reprendre les fouilles des sites de Sanxay (thermes et temple), Saint-Bertrand-de-Comminges (Thermes du Forum et Thermes du Nord), Barzan (fanum circulaire) et Chassenon (participation à la fouille des thermes curatifs, étude du temple octogonal et de l’amphithéâtre), fouilles et monuments qu'il a ensuite publiés.
Il a créé la collection « L'architecture de la Gaule romaine », qui compte un premier volume publié par M. Reddé sur les fortifications militaires et d'autres en préparation, notamment sur les « Édifices de spectacles ».
Il a, jusqu’à présent, communiqué le résultat de ses recherches grâce à 17 monographies et 110 articles.
Il s’est par ailleurs investi dans la vie publique d’Athènes, où il a créé avec quelques amis une Association des Français de Grèce, puis dans celle de sa commune d’accueil en France, Eysines, où il a été conseiller municipal et adjoint au maire pendant 31 ans.

## Ouvrages principaux
- 1974 : Le nymphée de Tipasa et les nymphées et Septizonia nord-africains (Collection de l 'Ecole française de Rome, 16),167 p., IX pl. de l'auteur.
- 1979 : Fouilles de Delphes II, Le Stade, 210 p., 291 fig., XLI pl. dont 22 de l'auteur.
- 1984 : Amathonte I, Testimonia 1, chapitre I ("Auteurs anciens") Collection des "Etudes chypriotes" IV[2].
- 1992 : Sanxay (Guides archéologiques de la France), 116 p.
- 1996 : « Les thermes du forum, les thermes du Nord », dans Saint-Bertrand-de-Comminges,(Guides archéologiques de la France), Imprimerie nationale, Paris.
- 1996 : P. Aupert, dir., Guide d'Amathonte (Sites et monuments XV),1996. Ecole française d'Athènes, Fondation Leventis, 224 p.
- 1996 : P. Aupert et al., Thermes publics gallo-romains, Evreux. Fouilles archéologiques (1993-1994), 30 p.
- 1997 : P. Aupert, dir., Les thermes  d'Evreux (Documents archéol. de l'Ouest, 124 p.)
- 1997 : P. Aupert, dir., Le site archéologique de Barzan., 32 p.
- 1999 : P. Aupert, dir., Odigos Amathountas. 107 p.
- 2000 : P. Aupert, dir. Guide to Amathus. 107 p.
- 2001 : P. Aupert, Saint-Bertrand-de-Comminges 2. Les thermes du Forum (avec R. Monturet et C. Dieulafait)[3].
- 2004 : D. Hourcade, P. Aupert, P. Poirier, Les Thermes antiques de Chassenon (Charente)(Itinéraires du Patrimoine), 48 p.
- 2008 : P. Aupert, Sanxay antique (Guides archéologiques de la France), 110 p.
- 2010 : P. Aupert et al., Le sanctuaire au temple circulaire (Barzan II), 450 p., 559 fig., 25 pl.[4]
- 2022 : [avec Claire Balandier] Les fortifications d’Amathonte, les constructions associées et avoisinantes. Etudes chypriotes 000, Amathonte VIII.
- 2023 : P. Aupert et S. Kirov, Corpus des inscriptions d’Amathonte. Amathonte IX.